# Kissarkad
Kissarkad (Горбок), település Ukrajnában, Kárpátalján, a Munkácsi járásban.

## Fekvése
Ilosvától nyugatra, Beregkisalmás, Beregpálfalva, Nyíresújfalu, Makarja és Felsőremete közt fekvő település.

## Története
A trianoni békeszerződés előtt Bereg vármegye Felvidéki járásához tartozott.
1910-ben 695 lakosából 28 magyar, 667 ruszin volt. Ebből 670 görögkatolikus, 23 izraelita volt.